# ワン・オクギョン
ワン・オクギョン（Wang Ok-Gyong、1989年8月27日-）は、朝鮮民主主義人民共和国の女子アーティスティックスイミング選手。平壌出身。
2006年にシンガポールで開催されたアジア水泳選手権に出場し、シンクロソロで銅メダルを獲得した。アジア水泳選手権のシンクロ部門において北朝鮮初となるメダルであった。同年のアジア大会でもチーム種目の一員として出場し、銅メダルを獲得した。
2008年にはキム・ヨンミとともに2008年北京オリンピックのデュエット種目に出場し16位になった。